# Kościół Matki Bożej Królowej Świata w Grodysławicach
Kościół pw. Matki Bożej Królowej Świata w Grodysławicach – parafialny rzymskokatolicki kościół w Grodysławicach, dawna cerkiew prawosławna. 

## Historia
Cerkiew została wzniesiona w 1909 na miejscu starszej, unickiej, zniszczonej w pożarze, a wzniesionej w 1877 z materiału uzyskanego po rozbiórce kościoła w Rachaniach. Jest to trójdzielna świątynia z prostokątnym przedsionkiem, kwadratową nawą krytą dachem z kopułą i prezbiterium z poligonalną absydą. Nad przedsionkiem wznosi się dzwonnica z dachem namiotowym. Według tego samego projektu, autorstwa Aleksandra Puringa, w eparchii chełmskiej zbudowano także cerkwie w Dubience (również poświęcona w 1909) i w Suchawie (wyświęcona w 1913).
W okresie międzywojennym była siedzibą parafii prawosławnej należącej do dekanatu tomaszowskiego. Po wywózkach prawosławnej ludności ukraińskiej w 1944 została zaadaptowana na magazyn. Następnie w 1973 przeszła w ręce Kościoła katolickiego i została poddana przebudowie. 
Z cerkwią w Grodysławicach związany był prawosławny święty, jeden z męczenników chełmskich i podlaskich Mikołaj Borowik, który w okresie międzywojennym pełnił w miejscowej parafii funkcję psalmisty.